# 수리수리마수리
수리수리마수리는 마술사들이나 마법사의 주문으로 널리 알려져 있다. 이 말은 엉터리 주문이나 장난스러운 주문으로 인식된다. 
수리수리 마하수리라고 하는 경우는 아래 유래항목 참조.

## 유래
이 말은 불교의 경전인 《천수경》에서 비롯된 것이다. 《천수경》은 불가에서 하는 모든 의식에 널리 사용되는 경전으로서 많은 불자가 독송하는 데 쓰는 경전이다. 《천수경》의 첫 시작은 '입에서 지은 업을 깨끗하게 씻어 내는 참된 말'로 시작되는데, 그 말이 바로 '수리수리마하수리 수수리 사바하'이다.
본래 산스크리트어를 음역한 것으로 '수리'는 길상존이라는 뜻이고, '마하'는 '크다'는 뜻이다. 그러므로 '마하수리'는 대길상존이라는 뜻이 된다. 한편 '수수리'는 '지극하다'의 뜻이고, '사바하'는 원만, 성취의 뜻이다. 즉 '수리수리 마하수리 수수리 사바하'의 본뜻은 '길상존이시여 길상존이시여 지극한 길상존이시여 원만, 성취하소서'가 된다. 이것을 세 번 연거푸 외우는 것으로 입으로 짓는 모든 업을 깨끗하게 씻어 낼 수 있다고 한다.

## 같이 보기
- 아브라카다브라